# Tsalendjikha
Pour le district, voir Tsalendjikha (municipalité).
Tsalendjikha (en géorgien : წალენჯიხა) est une ville de la région de Mingrélie-Haute Svanétie, à l'ouest de la Géorgie. Historiquement, Tsalendjikha a été l'une des résidences des souverains Dadiani et le siège d'une évêché, avec une cathédrale médiévale dédiée à la Transfiguration du Sauveur.
Elle est aussi le centre administratif du raion de Tsalendjikha.

## Étymologie
Tsalendjikha est un toponyme composé, qui signifie en mingrélien soit "la forteresse du khan" (I. Kipchidze, S. Janashia) soit "la forteresse d'en bas" (A. Tchikobava).

## Ville

### Géographie
Elle avait 3 847 habitants lors du recensement de 2014. Elle se trouve au bord de la rivière Tchanistskali.

### Personnalités liées
- Terenti Graneli, poète géorgien né à Tsalendjikha.
- Utu Mikava

## District
Le district de Tsalendjikha s'étend sur 647 km² pour une population de 26 158 habitants (estimation de 2014).

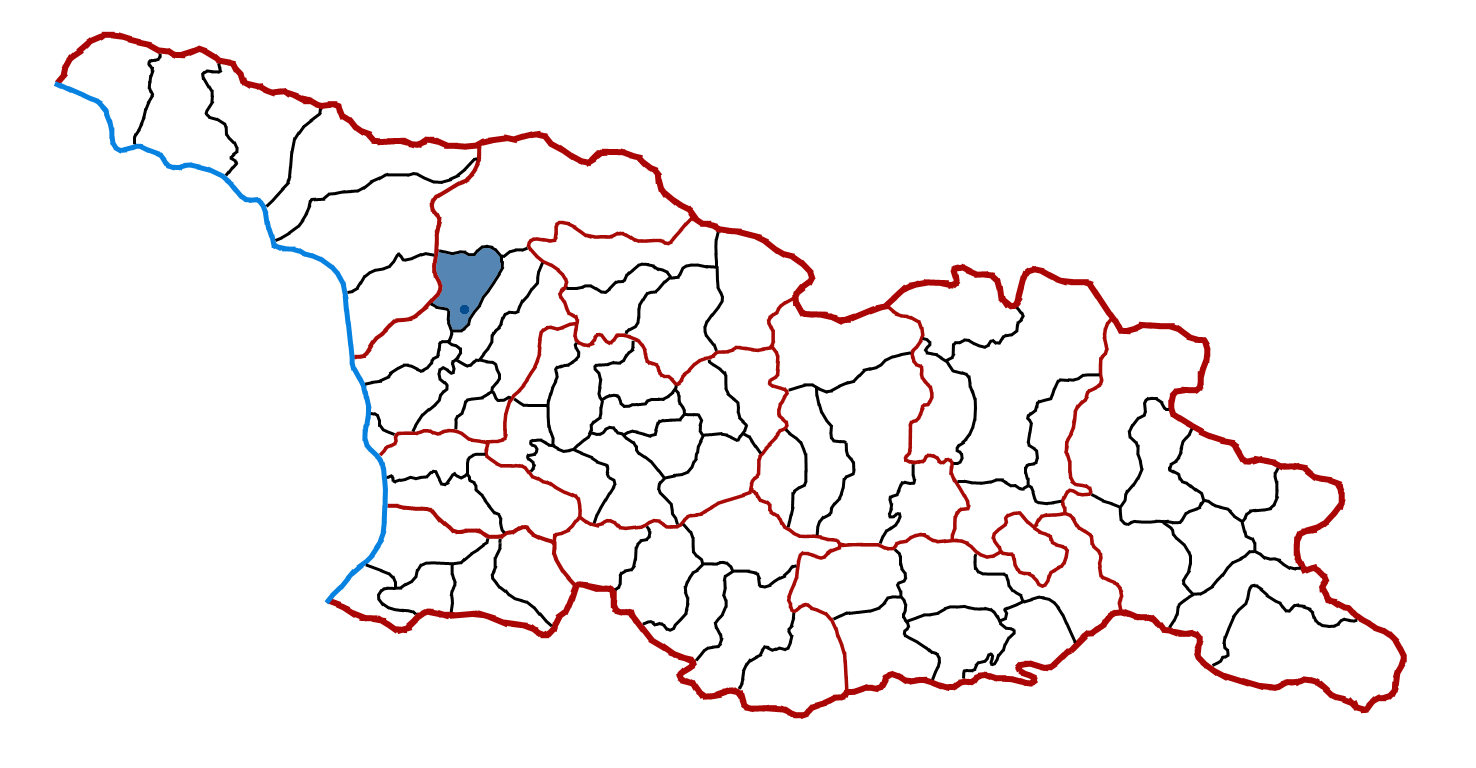